# آلاشهر
آلاشهر (بالتركية: Alaşehir)‏، كانت اسمها في العصور القديمة والعصور الوسطى: فيلادلفيا (باليونانية: Φιλαδέλφεια)‏ أي «مدينة الأخوّة والمحبّة». وهي بلدة معاصرة وبلدية في إقليم مانيسا في المنطقة الإيجية من تركيا. وهي متموضعة في وادي قزتشاي، عند سفوح جبال بوزداغ، وترتبط البلدة بإزمير عبر سكة حديد طولها 105 كم.
وهي على أرض مرتفعة تشرف على سهل نهر غديز (بالتركية: Gediz Nehri)‏ الفسيح والخصب، لتكون مشهد طبيعياً بديعاً. وفيها العديد من المساجد والكنائس المسيحية. وفيها صناعات صغيرة وسوق مهرجاني. ومن إحدى الينابيع المعدنية تأتي إحدى أشهر أنواع المياه المعبئة في تركيا.
وفي داخل تركيا، فإن اسم المدينة هو الرديف لنوع من أنواع الزبيب المسمى زبيب السلطانة. ورغم أن غالبية العنب الطبيعي فيها يتوجه إلى الأسواق مباشرة دون الحاجة إلى عملية التجفيف المجهد والمكلف، فإن الزبيب المجفف فيها اكتسب شهرة استثنائية خلال العقود الأخيرة. وكانت في حقبتها الفيلادلفية مركز مهم في الفترة المسيحية المبكرة من العصر البيزنطي، وبقيت أبرشية شرفية في الكنيسة الكاثوليكية.

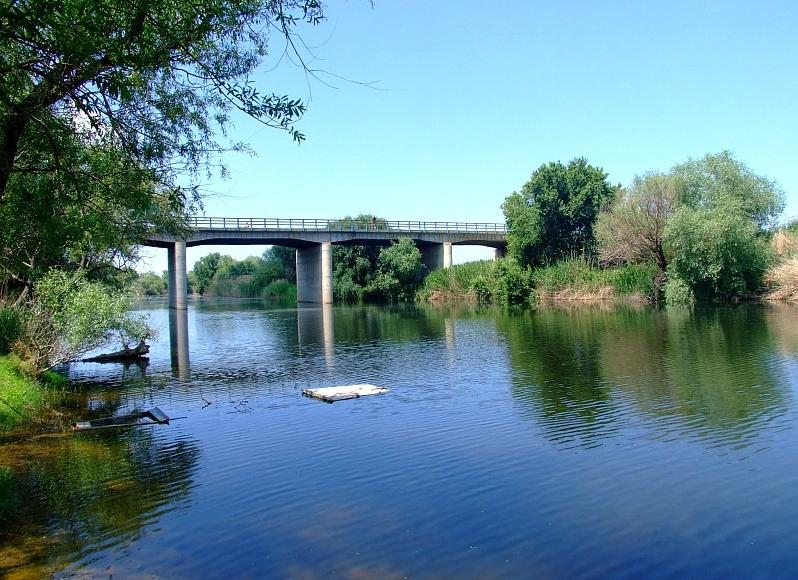
الحوض السفلي لنهر غيديز (حدود إزمير).

## تاريخ
فتح العثمانيون مدينة فيلادلفيا عام 1390م بقيادة السلطان بايزيد الأول الصاعقة، حيث استدعى إمبراطوري بيزنطة، يوحنا السابع ومانويل الثاني، وأمرهما بمرافقة القوة العثمانية إلى فيلادلفيا. وخضع الإمبراطوران للإهانة، واستسلمت فيلادلفيا عندما رأت الراية الإمبراطورية البيزنطية مرفوعة بين ذيول خيول الباشوات العثمانيين فوق معسكر المحاصرين.

## أعلام
- كنعان أورن
- أونور كيفراك